# Marina Ewodo
Pour les articles homonymes, voir Ewodo.
Marina Paule Ewodo, née le 24 juin 1998 à Pau, est une joueuse camerounaise de basket-ball évoluant au poste d’ailière forte. Elle a aussi la nationalité française.

## Biographie
Marina Ewodo est la fille du joueur de basket-ball Narcisse Ewodo et la sœur de la joueuse de basket-ball Yohana Ewodo, qui joue pour les équipes de France quand Marina fait le choix du maillot du Cameroun,.

### Carrière en club
Marina Ewodo joue au Mauguio Basket de 2001 à 2002, au Montpellier Basket Mosson de 2004 à 2005, au Basket Pays de Lunel de 2007 à 2012, au Lattes Montpellier de 2012 à 2016 et dans l'équipe de l'Université de Californie à Riverside de 2016 à 2020.
Elle passe deux saisons au Saint-Amand Hainaut Basket, entre 2020 et 2022, puis s’engage au PAS Giánnina (el) en Grèce.
Après une saison en deuxième division espagnole au CD Zamora (es), elle s’engage au Tarbes Gespe Bigorre où a précédemment évolué sa sœur Yohana.

### Carrière internationale
Avec l'équipe du Cameroun, elle est troisième du Championnat d'Afrique 2021 à Yaoundé. Lors de ce dernier championnat, elle est nommée dans le cinq majeur de la compétition.